# Terra do Rei Eduardo VII

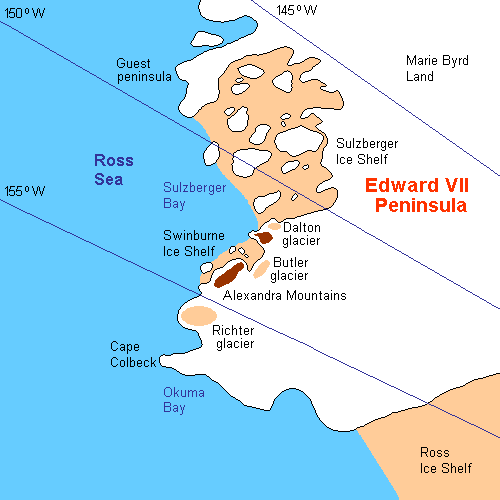
Mapa com a área da Península de Eduardo VII.

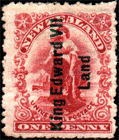
Sêlo da Nova Zelândia para utilização na base britânica.

A Terra do Rei Eduardo VII ou Península de Eduardo VII, é uma vasta península coberta de gelo que forma a extremidade noroeste  da Terra de Marie Byrd, na Antártida. A península entra pelo mar de Ross entre a baía Sulzberger e o canto nordeste da plataforma de gelo Ross, e faz parte da Dependência de Ross. A península faz fronteira com a plataforma a sudoeste, com a baía de Okuma a oeste e com a baía de Sulzberger e a costa Saunders a leste. A extremidade noroeste da península é o cabo Colbeck.
Esta península foi descoberta a 30 de janeiro de 1902 pela Expedição Discovery sob a liderança de Robert Falcon Scott, que recebeu o nome em homenagem ao rei britânico Eduardo VII. A linha de costa foi, também, explorada pela Expedição Nimrod liderada por Ernest Shackleton em 1908-09, e o primeiro desembarque foi efetuado pela Expedição Antártica Japonesa orientada por Nobu Shirase em 1912. Esta área viu o seu nome alterado para "Península de Eduardo VII" após estudos geográficos mais aprofundados pelas explorações de Richard Byrd, entre 1933-1935, e o Programa Antártico dos Estados Unidos, de 1939-1941.